# Pascale Van Os
Pour les articles homonymes, voir van Os.
Pascale Van Os (née en 1987) est une cheffe d'orchestre belge.

## Biographie
Née en 1987, Pascale Van Os débute l’apprentissage du piano à l’académie d’Herenthout à l’âge de neuf ans. Deux ans plus tard, elle commence le chant, puis, l’année suivante, le violon.
Elle poursuit sa formation musicale au Conservatoire royal d’Anvers, où elle étudie le piano auprès de Levente Kende, Heidi Hendrickx et Nikolaas Kende, ainsi que le violon en tant qu’instrument secondaire avec Dirk Verelst, Vegard Nilsen et Guido De Neve.
Elle y obtient ensuite deux masters avec grande distinction : un master en direction chorale en 2013, dans la classe de Luc Anthonis et Geert Hendrix, puis un master en direction d’orchestre en 2014, dans la classe d’Ivo Venkov et Koen Kessels. Elle approfondit également sa formation en direction chorale auprès de Vic Nees et Michael Scheck.
En 2011, Pascale Van Os remporte le concours de direction organisé par la chaîne Klara, dirigeant la Belgian Chamber Philharmonic lors d’une diffusion en direct. 
En 2021, elle reçoit le Prix Ernest Van der Eycken, qui récompense un jeune chef prometteur. 
En avril 2021, Pascale Van Os est sélectionnée avec la Britannique Ellie Slorach pour assister Gergely Madaras à la direction de l'Orchestre philharmonique royal de Liège pour la saison 2021-2022,,.
Elle poursuit ensuite une carrière active de cheffe invitée auprès de nombreux ensembles, parmi lesquels l’Antwerp Symphony Orchestra, l’Orchestre Philharmonique Royal de Liège, Flemish Chamber Philharmonic, Philharmonic Orchestra Flanders, l’Orchestre de Picardie, l’Orquesta de Cámara del Municipal de Santiago, le KLK Symphony Orchestra, la Lviv Philharmonic, le Rousse Philharmonic Orchestra et l’Elbląg Chamber Orchestra,...
En 2022, elle dirige le Requiem de Verdi au Palais des Beaux-Arts de Bruxelles (Bozar), à l’invitation de l’association À Cœur Joie. Cette même année, elle obtient une mention honorable au concours international Vienna New Year’s Concert.
En 2023, Pascale Van Os remporte trois distinctions majeures au Concours International de Direction d’Orchestre de l’Opéra de Baugé : le Premier Prix, le Prix de l’Orchestre et le Prix du Public. Elle reçoit également le Deuxième Prix au New York Classical Music Competition.
Elle est cheffe principale de plusieurs ensembles : la Flemish Chamber Philharmonic, le Virago Symphonic Orchestra, Stringendo et le Symphonic Orchestra Artemis. 